# Szent Hubertusz
Szent Hubertusz vagy Hubert (Toulouse, kb. 656 – Tervuren, 727. május 30.) a vadászok, erdészek, lövészcéhek védőszentje, aki kb. 705 és 727 között Liège (Lüttich) városának püspöke volt (a város védőszentje).
A Magyar katolikus lexikon szerint Lüttichi Szent Hubert püspök Szent Lambert tanítványa volt. Hubert 703-ban vagy 705-ben lett Szent Lambert utóda a maastrichti püspökségben. Egyházmegyéje területén az utolsó pogányokat is megtérítette. 717. vagy 718. december 24-én Szent Lambert ereklyéit Maastrichtből Liége-be vitette át. Élete utolsó hónapjaiban egy horgászaton megsebesült, betegen még elindult egy templomszentelésre, de útközben meghalt. Testét a liège-i Szent Péter-templomban temették el. 743-ban fölnyitott sírjában épen találták testét, majd 825-ben ereklyéit átvitték az andoge-i (Ardennek) apátságba, melyet hamarosan róla neveztek el. A 12. században készült arany ereklyetartóját 1568. december. 15-én egy lázadás alkalmával elpusztították.
Tisztelete Északnyugat-Európában terjedt el.  A 15. századtól keletkezett legendája szerint előkelő család elkényeztetett fia volt. Nagyon szeretett vadászni. Egy nagypénteki vadászatán az Ardennek erdejében megjelent előtte egy szarvas, agancsai közt a feszülettel, és egy égi hang megtérésre szólította föl. Két év múlva meghalt a felesége, Hubert remete lett, majd Rómában a pápa szentelte püspökké; angyalok vitték neki a szentelési öltözékből hiányzó stólát.
Hubertusz a vadászok, lövészcéhek, erdészek, kohászok, csengettyűkészítők, mészárosok, szűcsök és tímárok védőszentje, a kutyákat veszettség ellen védő szent. Kutyaharapás, kígyómarás ellen kérik oltalmát. Az agancsai között feszülettel megjelenő szarvast Szent Eustachius legendájában is megtaláljuk. A 15–18. században Eustachiushoz hasonlóan – és tőle nem mindig megkülönböztethetően – vadászként vadászkürttel, vadászkéssel, karddal és kutyával, agancsa között feszületet hordozó szarvas előtt térdelve (Albrecht Dürer rézmetszete, id. Jan Brueghel, Berlin-Dahlem, 1600 k.) vagy püspökként pásztorbottal ábrázolták. Hubert püspök tisztelete főleg Lotharingiában, a Rajna-vidéken és Belgiumban virágzott, de hazánkban is több történelmi szakaszban felbukkant.
Összességében, annyi kétségtelen, hogy Hubertusz Lüttich első püspöke volt. Szentelését – ismét a legenda szerint – maga a pápa végezte. Amikor a püspöki öltözetet átadta neki, a stóla hiányzott. Erre egy mennyei angyal jelent meg, és stólát nyújtott át neki, amelyet ereklye gyanánt őriznek, és máig azokra teszik, akiket veszett kutya harapott meg.